# Fletcher FD-25
Die Fletcher FD-25 Defender ist ein leichtes Erdkampf- und COIN-Flugzeug des US-amerikanischen Herstellers Fletcher Aviation.

## Geschichte und Konstruktion
Die FD-25 Defender war ein konventioneller Tiefdecker mit festem Spornradfahrwerk. Das Flugzeug war eine Ganzmetallkonstruktion und der Pilot saß unter einer breiten Plexiglashaube. Drei Prototypen wurden gebaut, zwei Einsitzer und ein Zweisitzer, es erfolgte jedoch keine Bestellungen durch das US-Militär. In Japan erwarb Toyo die Rechte an der Konstruktion und baute rund ein Dutzend Flugzeuge, verkaufte sieben (drei Einsitzer als Angriffsflugzeuge und drei zweisitzige Trainer) nach Kambodscha, und vier nach Vietnam.

## Militärische Nutzung
- Kambodscha
- Südvietnam

## Technische Daten
| Kenngröße             | Daten                                                                                               |
| --------------------- | --------------------------------------------------------------------------------------------------- |
| Besatzung             | 1                                                                                                   |
| Länge                 | 6,38 m                                                                                              |
| Spannweite            | 9,14 m                                                                                              |
| Höhe                  | 1,60 m                                                                                              |
| Flügelfläche          | 13,9 m²                                                                                             |
| Flügelstreckung       | 6,0                                                                                                 |
| Leermasse             | 645 kg                                                                                              |
| max. Startmasse       | 1223 kg                                                                                             |
| Höchstgeschwindigkeit | 300 km/h                                                                                            |
| Dienstgipfelhöhe      | 5000 m                                                                                              |
| Reichweite            | 1335 km                                                                                             |
| Triebwerke            | 1 × Kolbenmotor Continental E-225-8 mit 167 kW                                                      |
| Bewaffnung            | 2 × 7,62-mm-Maschinengewehre in den Tragflächen 230 kg Bomben und Raketen am 8 Unterflügelstationen |